# Марк Кросас
Марк Кросас (ісп. Marc Crosas, нар. 9 січня 1988, Сан-Фаліу-да-Ґішулс) — іспанський футболіст, що грав на позиції півзахисника.
Виступав, зокрема, за клуб «Селтік».
Чемпіон Франції. Володар Кубка Франції. Чемпіон Шотландії. Чемпіон Мексики.

## Ігрова кар'єра
Народився 9 січня 1988 року в місті Сан-Фаліу-да-Ґішулс. Вихованець футбольної школи клубу «Барселона».
У дорослому футболі дебютував 2006 року виступами за команду «Барселона Б», у якій провів два сезони, взявши участь у 34 матчах чемпіонату. 
Згодом з 2007 по 2008 рік грав у складі команд «Барселона» та «Ліон». Протягом цих років виборов титул чемпіона Франції.
Своєю грою за останню команду привернув увагу представників тренерського штабу клубу «Селтік», до складу якого приєднався 2008 року. Відіграв за команду з Глазго наступні три сезони своєї ігрової кар'єри. За цей час додав до переліку своїх трофеїв титул чемпіона Шотландії.
Протягом 2011—2017 років захищав кольори клубів «Волга» (Нижній Новгород), «Сантос Лагуна», «Універсідад де Гвадалахара», «Крус Асуль» та «Тенерифе».
Завершив ігрову кар'єру у команді «Тампіко Мадеро», за яку виступав протягом 2017 року.

## Титули і досягнення
- Чемпіон Франції (1):

«Ліон»: 2007—2008
- Володар Кубка Франції (1):

«Ліон»: 2007—2008
- Чемпіон Шотландії (1):

«Селтік»: 2008—2009
- Чемпіон Мексики (1):

«Сантос Лагуна»: Clausura 2012